# Konsum Centrala Östergötland
Konsum Centrala Östergötland var en svensk konsumentförening med Linköping som huvudort. Vid bildandet 1966 hade den verksamhet i sedermera Norrköpings, Kinda, Mjölby och Ödeshögs kommuner i Östergötlands län. Genom senare fusioner fick den även verksamhet i Småland (Vimmerby och Hultsfreds kommuner samt ett område runt Mariannelund) och Boxholms kommun.

## Historik
Konsum Centrala Östergötland bildades i början av 1966 genom sammanslagning av Konsumtionsföreningen Linköping med omnejd, Konsumtionsföreningen Mjölby med omnejd och Kindaortens konsumtionsförening. Dessa tre föreningar hade tidigare genomgått sammanslagningar vilket gjorde att föreningen omfattade en stor del av Östergötland. Mjölbyföreningens område hade sträckt sig så långt väst som Ödeshög och Kindaföreningens område sträckte sig ner till Horn.
År 1969 uppgick Konsumentföreningen Nordöstra Smålands Inland med Vimmerby som huvudort i KCÖ. Denna förening hade bildats 1961 och 1962 genom sammanslagning av ett antal föreningar. KCÖ:s sydligaste ort blev därigenom Ryningsnäs.
Föreningen i Boxholm uppgick i KCÖ 1974. År 1978 hade föreningen 39 försäljningsenheter varav fem varuhus. Det hade 1985 minskat till 34 försäljningsenheter och tre varuhus.
Mot slutet av 1980-talet led föreningen av allt större ekonomiska problem. Kooperativa förbundet startade i januari 1990 KF Föreningsutveckling AB för att rehabilitera föreningar med ekonomiska problem. Detta bolag tog omedelbart över butiksverksamheten i KCÖ. Som en del av saneringen lades Domus i Linköping ner, trots att man nyligen renoverat. Dessutom stängdes fem Konsum, fyra i Linköping och en i Ödeshög.
Efter att rekonstruktionen var färdigställd gick KCÖ år 1991 ihop med Konsum Norrköping och bildade Konsum Öst.
Konsum Öst valde 1995 att överlåta butiksdriften till KF centralt. Coop-butikerna i Östergötland kom senare att tillhöra Coop Östra, sedan KF avvecklat det centrala butiksägandet 2022.
Butikerna i Vimmerby- och Hultsfredsområdet hade då sedan länge istället tillhört Konsumentföreningen Oskarshamn med omnejd istället.